# ドライブスルーふくおか
ドライブスルーふくおかとは、新型コロナウイルスの感染拡大により、自粛を余儀なくされる中、福岡県で5月5日より行われている、ドライブスルー形式で弁当を販売する企画である。
有志を中心に参加飲食店代表などで構成される「ドライブスルーふくおか実行委員会」が運営。売上の一部は医療従事者に弁当を届ける支援に使われた。

## 概要
2019年12月から感染が拡大していった新型コロナウイルス感染拡大に伴い、2020年4月7日、東京都、神奈川県、埼玉県、千葉県、大阪府、兵庫県、福岡県の7都府県に、4月16日には全国に緊急事態宣言が発令された。
行政からは「3密」を避けるよう外出自粛要請が行われ、観光業・飲食業が壊滅的な影響を受け、それ以外の多くの企業も疲弊し、また医療従事者は日々の診察に加えて感染症対策に追われる状況となった。
ドライブスルーふくおかは、福岡県で、そのような窮状にある企業や医療従事者の支援をするため、有志により立案された販売企画である。
- 2020年4月26日、飲食店有志、文化人、福岡青年会議所の有志が集まり起案。4月27日には飲食店が集い、おおまかな開催プランができあがる。
- 同年5月5日、中村学園大学にて初開催[1]。
- 同年5月21日、収益の一部により福岡赤十字病院に弁当218食を寄贈[3]。
- 同年5月30日、31日のPayPayドームの開催にて大型開催でのドライブスルーを終了。地域版へシフトする。
- 同年6月11日、収益の一部により3つの施設（コロナ指定病院、および、児童養護施設）へ30店を超える飲食店の手製の弁当を寄贈。
- 同年6月12日、ドライブスルーふくおかinPayPayドームで参加者より収録された応援メッセージをソフトバンクホークス、ライジングゼファー福岡、九州プロレス、アビスパ福岡へ寄贈。
- 同年6月19日、福岡市が掲げるフライデーオベーションとして金曜日に地域版ドライブスルーふくおか大橋版での収益の一部にて同じく南区の那珂川病院へお弁当として寄贈。

## 事業目的
感染拡大の防止策（接触現象、飛沫対策、ステイホーム）をとりつつ、飲食店の売り上げ補填、自粛期間中の自宅での「楽しみ」の提供、医療従事者の方々への食事の支援を行う。
ドライブスルーノウハウをオープンにし各地域への波及をしていく。